# Erik Bosgraaf

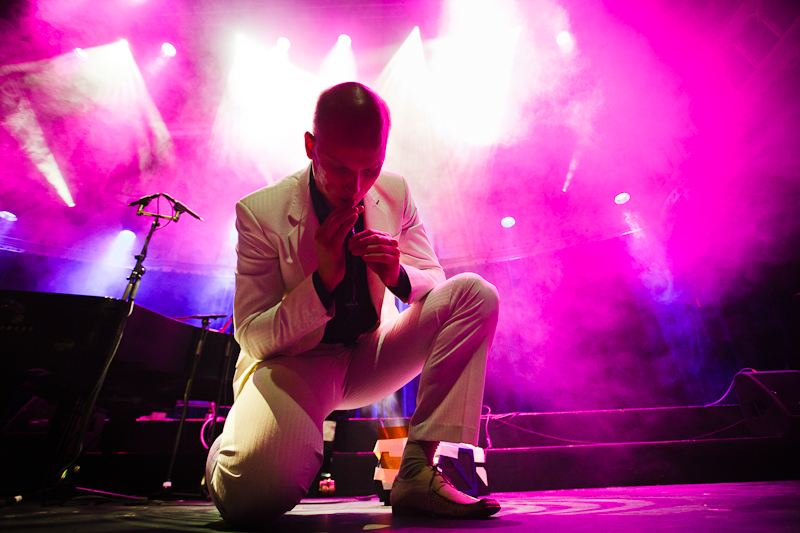
Erik Bosgraaf während eines Konzerts in Paradiso Amsterdam, 2011

Erik Bosgraaf (* 9. Mai 1980 in Drachten, Niederlande) ist ein niederländischer Blockflötist und Musikologe.

## Leben
Bis 2005 studierte Bosgraaf bei Walter van Hauwe und Paul Leenhouts am Conservatorium van Amsterdam und absolvierte zeitgleich ein Studium der Musikwissenschaften an der Universität Utrecht, für welches er 2006 sein Diplom erhielt. Bosgraaf ist in fast allen musikalischen Bereichen tätig und sucht außerdem Verbindungen zu anderen Kunstformen. Er wohnt in Hilversum  und unterrichtet als Dozent für Blockflöte am Conservatorium van Amsterdam.

## Wirken
Im Jahre 2007 brachte er unter der Leitung des Musikologen Thiemo Wind eine 3-teilige CD-Box mit Musik des niederländischen Komponisten Jacob van Eyck (1589–1657) heraus. Diese Aufnahme erreichte den ersten Platz in den klassischen Musikcharts der Niederlande. Weltweit wurden mehr als 25.000 Exemplare dieser CD-Box verkauft.
Während der Musiksaison 2011–2012 wurde er vom Concertgebouw (Amsterdam) und vom Palais des Beaux-Arts de Bruxelles als bedeutender, junger Musiker in der Serie „Rising Stars“ vorgeschlagen, was eine Tournee durch Europa zur Folge hatte.

### Ensemble Cordevento
Im Jahre 2006 gründete Bosgraaf gemeinsam mit dem Gitarristen Izhar Elias und dem Cembalisten Alessandro Pianu das Ensemble Cordevento, mit dem Ziel, zeitgenössische und alte Musik zusammenzuführen. Ab 2007 konzentrierte sich das Trio ausschließlich auf die Musik des 17. Jahrhunderts, die im Grenzgebiet zwischen populärer Musik und Kunstmusik zu verorten ist. Anfang 2012 erschien das Debütalbum des Trios. 2008 machte Cordevento sein Debüt als Barockorchester in einfacher Besetzung. Hierbei konzentrierte sich das Ensemble vornehmlich auf das Repertoire des 18. Jahrhunderts. Im Jahre 2009 erschien die Debüt-CD Bosgraafs mit einem Barockorchester mit den Blockflötenkonzerten von Antonio Vivaldi. 2011 ist die zweite CD mit Transkriptionen von Blockflötenkonzerten von Johann Sebastian Bach erschienen.

### Mit Orchester
Bosgraaf trat sowohl mit Kammermusik-Ensembles wie auch mit Symphonieorchestern auf. Er arbeitete unter anderem mit dem Dallas Symphony Orchester (Jaap van Zweden), Nederlands Kamerorkest (Gordon Nikolic), Residentie Orkest (Reinbert de Leeuw), Holland Symfonia (Otto Tausk), het Noord-Nederlands Orkest (Johannes Leertouwer), Radio Kamer Orkest (Thierry Fischer, Andreas Delfs) und Sinfonia Rotterdam (Alessandro Crudele). 

### Jazz
Bosgraaf nahm drei Alben mit der Rockband Echos Minor auf und spielte außerdem mit dem Saxofonisten Yuri Honing, mit Luc Houtkamp in der Electro-Free-Jazz-Gruppe POW-Ensemble, mit Sean Bergin, Dig d'Diz, Mary Oliver (Viola) und Rozemarie Heggen (Kontrabass).

### Neue Musik und Multimedia
Bosgraaf befürwortet die Ausführung von neuer Musik für Blockflöte. Inzwischen sind viele Werke für ihn komponiert worden, oft in Kombination mit Elektronika oder Multimedia. Er arbeitet zusammen mit Komponisten wie Pierre Boulez, Anne Meredith, Willem Jeths, Ji Youn Kang, Jorrit Tamminga und Matijs de Roo. Weiterhin machte Bosgraaf eine eigene Bearbeitung von Dialogues de l'ombre double von Pierre Boulez, die der Komponist persönlich unterschrieb. Seit 2002 arbeitet Bosgraaf intensiv mit dem Gitarristen Izhar Elias zusammen, mit dem er theatralische Multimedia-Projekte organisiert. 2007 erschien ihre CD/DVD Big Eye (Phenom Records). Elias und Bosgraaf arbeiten zusammen mit Paul & Menno de Nooijer und dem Tonkünstler Jorrit Tamminga.

### Sonstige Aktivitäten
2008 nahm Bosgraaf alle Fantasien für Flöte Solo von Georg Philipp Telemann auf CD auf sowie die Partita BWV 1013 von Johann Sebastian Bach. Zudem spielte er im Jahre 2009 mit dem Cembalisten Francesco Corti sämtliche Blockflötensonaten von Georg Friedrich Händel ein. Im November 2011 war Erik Bosgraaf "Artist in residence" beim internationalen Van Wassenaar Festival. In der Musiksaison 2011–2013 war er "Artist in residence" von Toonzaal, Den Bosch. 2024 hat Erik Bosgraaf angefangen, als künstlerischer Leiter (englisch artistic director) beim London International Festival of Early Music zu arbeiten.

## Auszeichnungen
- 2009: Borletti-Buitoni Trust Award
- 2009: Grachtenfestivalpreis (mit Izhar Elias)
- 2011: Niederländischer Musikpreis

## Diskografie
- Adriana. Her Portrait, Her Life, Her Music’ (2023) book by musicologist Thiemo Wind with 31 songs on cd
- Loevendie und Bosgraaf: Nachklang - Reflex - Dance - Improvisations (Brilliant Classics 95906), 2018
- Telemann: Trio Sonaten für Blockflöte, Violine & Basso Continuo mit Dmitry Sinkovsky, Violine. (Berlin Classics 0301006BC), 2017
- Ernst Reijseger: Walking Out, Soundtrack für den Film by Andrew & Alex Smith (Winter & Winter), 2017
- Telemann: Die Doppelkonzerte mit Blockflöte, Cordevento (Brilliant Classics 95249), 2016
- Telemann: Suiten und Konzerte für Blockflöte, Cordevento (Brilliant Classics 95248), 2016
- Ernst Reijseger: Soundtrack für den Film Salt & Fire von Werner Herzog (Winter & Winter, 2016)
- Willem Jeths: Recorder Concerto (Challenge Records CC 72693), 2015
- Pierre Boulez, Tamminga/Bosgraaf: Dialogues de l'ombre double (Brilliant Classics 94842), 2015
- Vivaldi: The Four Seasons, Cordevento  (Brilliant Classics 94637), 2013, Wiederveröffentlichung auf LP 2015
- Hotel Terminus, mit Saxophonist Yuri Honing (Brilliant Classics 9418), 2013
- La Monarcha, 17th century music from the Spanish territories (Brilliant Classics 94352), 2012
- Bach: Konzerte für Blockflöte, Cordevento (Brilliant Classics 94296), 2011
- Vivaldi: Recorder Concertos, Cordevento (Brilliant Classics 93804), 2009
- Händel: The Recorder Sonatas (Brilliant Classics 93792), 2008
- Telemann: Twelve Fantasias, Bach: Partita (Brilliant Classics 93757), 2008
- Jacob van Eyck: Fluyten Lust-hof (3-CD-set, Brilliant Classics 93391), 2007
- Big Eye, movies & music (CD & DVD, Phenom Records PH0713), 2007
- Telemann:  Chamber Music with Recorder (Brilliant Classics 97411), 2025